# Ocine
Ocine, cuya razón social es Oci & Cine, S. L., es una empresa española fundada en 1943 dedicada a la exhibición cinematográfica. Actualmente, cuenta con 27 complejos en toda España. La compañía es propiedad de la familia Agustí, y dispone también de tres instalaciones en Francia.

## Historia
La empresa se creó en 1943, cuando Joan Agustí Pujol inauguró el Cine Núria en Olot, Gerona. Este cine, equipado con 300 butacas y modernos proyectores para la época, logró atraer la atención del público. Posteriormente, Joan Agustí se introdujo de manera definitiva en la actividad de la exhibición cinematográfica con la apertura del Teatro/Cine Ultonia en Girona.
El Cine Núria cerró sus puertas en 2001 después de 58 años de funcionamiento. Por su parte, el Cine Ultonia, inaugurado en 1945, se convirtió en el "buque insignia" de la empresa y estableció alianzas con otros cines en Gerona, como el Cine Moderno y el Oriente.
En los años 70 y 80, la empresa vivió una etapa intensa en la gestión de los cines y en la organización de eventos temáticos. Narcís Agustí, hijo de Joan Agustí, se hizo cargo de la empresa tras el fallecimiento de su padre en 1965 y dio un impulso al negocio, optando por la apertura diaria de los cines. En 1978, se inauguraron los Cines Catalunya 1 y 2 en Gerona, y en 1982 se incorporó el Catalunya 3.
El Cine Oriente, considerado sala de Arte y Ensayo, tuvo una destacada trayectoria, pero fue expropiado y cerró definitivamente en 1980. Durante ese tiempo, Narcís Agustí recibió diversos reconocimientos por su labor en la exhibición cinematográfica.
En 1985, OCINE inició su expansión fuera de la provincia de Gerona y abrió un complejo en Tarragona. Posteriormente, se expandió a otras localidades como Granollers, Irún y Tudela. En 2005, se estableció en Francia con la apertura de un complejo en Anglet, seguido de otro en Béziers en 2010. Actualmente, la empresa tiene previsto abrir un tercer complejo en Francia cerca de Burdeos.